# Imperial Bank of Persia

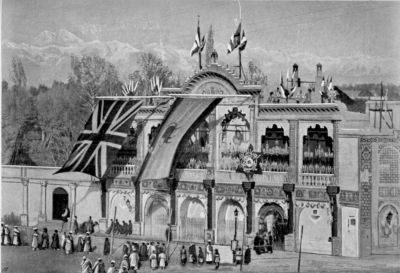
Imperial Bank of Persia in Teheran (1900)

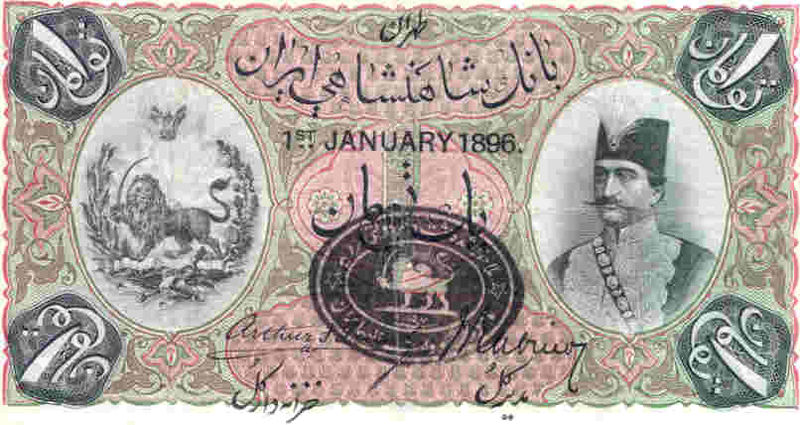
Ein Toman, ausgegeben von der Imperial Bank of Persia (Bank-i Schahanschahi-yi Iran; ; 1896)

Die Imperial Bank of Persia (Bank-e Shahi) war eine am 30. Januar 1889 im Iran gegründete Bank. Das Grundkapital der Bank betrug 1 Mio. britische Pfund.

## Geschichte
Die Bank hatte von Naser al-Din Schah eine Monopolkonzession zur Ausgabe persischer Banknoten erhalten und erfüllte daher, obwohl vollständig in britischem Besitz, die Funktion einer iranischen Nationalbank. Auch das Management der Bank war vollständig in britischer Hand. Die Bankkonzession wurde für 60 Jahre erteilt. Muzaffar ad-Din Schah erhielt im Gegenzug für die Konzession ein Darlehen über 40.000 Pfund. Die Gründung der Bank erfolgte, nachdem eine 1872 von Naser al-Din Schah an Baron Julius Reuter erteilte Konzession, die unter anderem auch die Gründung einer Bank vorsah, aus Geldmangel nicht realisiert werden konnte.   
Die Geschäftstätigkeit der Bank erstreckte sich auf das gesamte Staatsgebiet des Iran. Die Bank unterhielt im Iran 23 Zweigstellen und hatte somit auch die Kontrolle des lokalen Geldmarktes in ihren Händen. Zudem unterhielt die Bank kleinere Zweigstellen in Irak, Bombay und London. Über die Imperial Bank of Persia wurden auch die umfangreichen Auslandsdarlehen abgewickelt, die Großbritannien Muzaffar ad-Din Schah und später dem iranischen Staat gewährte. Darüber hinaus vergab die Bank Kredite für Handel, Handwerk und Industrie, insbesondere den Bergbau. 
Erst mit der Übernahme der Regentschaft durch Reza Schah verlor die Imperial Bank of Persia ihre Funktion als Nationalbank. Unter Reza Schah wurde 1927 eine im Eigentum des iranischen Staates befindliche Nationalbank (Bank Melli) gegründet. 1931 verlor sie das Privileg, die iranischen Banknoten zu drucken. Diese Aufgabe hatte von da an die Bank Melli übernommen.
Die Imperial Bank of Persia war neben der 1909 gegründeten Anglo-Persian Oil Company (APOC) und der bereits 1868 von der British Siemens Company, einer Siemens-Tochtergesellschaft, gegründeten Indo-European Telegraph Company, deren Telegrafenlinien durch den Iran führten, die dritte große wirtschaftliche Investition der Briten, die die wirtschaftliche Entwicklung Irans für lange Zeit dominierten. Nachdem sie ihre Funktion als iranische Nationalbank verloren hatte, wurde sie in British Bank of Middle East (BBME) umbenannt. 1959 wurde die BBME von der HSBC erworben. Ihre Geschäftstätigkeit im Iran hat die Bank schon seit längerem eingestellt.    
Nach der iranischen Revolution erlangte die Bank noch einmal durch die Tatsache Berühmtheit, dass der Urgroßvater von Chomeini namens Jajal als Pförtner und Wachmann bei der Zweigstelle der Bank in Bombay beschäftigt war. Jajal war zu dieser Zeit Hindu. Da die Bank hauptsächlich mit muslimischen Geschäftsleuten zu tun hatte, legte das Management Jajal nahe, Muslim zu werden, was dieser auch tat. Von dieser Zeit an nannte er sich Hamed. Nachdem Hamed bei Auseinandersetzungen zwischen Muslimen und Hindus erschlagen worden war, übernahm sein Sohn Ahmad den Posten bei der Imperial Bank of Persia. Von Bombay aus wurde er in die Zweigstelle Buschehr und später nach Nadschaf versetzt. In Nadschaf verließ Ahmad Hindi, der Großvater von Chomeini, die Imperial Bank und wurde Leibwächter von Mirza Mohammad Hassan Schirazi.